# Wake Up Dead Man: A Knives Out Mystery
Wake Up Dead Man: A Knives Out Mystery är en kommande amerikansk mysteriefilm, som beräknas släppas för officiell streamingpremiär på Netflix under år 2025. Filmen regisseras av Rian Johnson, som även ligger bakom regin i de tidigare Knives Out-filmerna Knives Out och Glass Onion: A Knives Out Mystery. Inspelningarna av filmen påbörjades i London den 10 juni 2024.

## Rollista
| Daniel Craig        | – Benoit Blanc |
| Josh O'Connor       | – TBA          |
| Cailee Spaeny       | – TBA          |
| Glenn Close         | – TBA          |
| Mila Kunis          | – TBA          |
| Jeremy Renner       | – TBA          |
| Kerry Washington    | – TBA          |
| Andrew Scott        | – TBA          |
| Daryl McCormack     | – TBA          |
| Josh Brolin         | – TBA          |
| Thomas Haden Church | – TBA          |